# Ašikovci
Ašikovci falu Horvátországban, Pozsega-Szlavónia megyében. Közigazgatásilag Pleterniceszentmiklóshoz tartozik.

## Fekvése
Pozsegától légvonalban 12, közúton 18 km-re keletre, községközpontjától 6 km-re északkeletre, a Pozsegai-medencében, Pozsegamindszent és Gradac között fekszik.

## Története
Ašikovci területén már az őskorban laktak emberek, ezt bizonyítják az itt talált történelem előtti település maradványai. A mai település már a török uralom idején is létezett, katolikus és muzulmán hitre tért horvátok lakták. 1698-ban „Assikovacz” néven 6 portával szerepel a török uralom alól felszabadított szlavóniai települések összeírásában. 1730-ban 19, 1746-ban 24 ház állt a településen.
Az első katonai felmérés térképén „Dorf Assikovacz” néven található. Lipszky János 1808-ban Budán kiadott repertóriumában „Assikovacz” néven szerepel. Nagy Lajos 1829-ben kiadott művében „Assikovacz” néven 19 házzal, 133 katolikus vallású lakossal találjuk.
A településnek 1857-ben 108, 1910-ben 179 lakosa volt. 1910-ben a népszámlálás adatai szerint lakosságának 97%-a horvát anyanyelvű volt. Pozsega vármegye Pozsegai járásának része volt. Az első világháború után 1918-ban az új szerb-horvát-szlovén állam, majd később (1929-ben) Jugoszlávia része lett. 1991-ben lakosságának 92%-a horvát nemzetiségű volt. A településnek 2011-ben 91 lakosa volt.

## Lakossága
| Lakosság változása | Lakosság változása | Lakosság változása | Lakosság változása | Lakosság változása | Lakosság változása | Lakosság változása | Lakosság változása | Lakosság változása | Lakosság változása | Lakosság változása | Lakosság változása | Lakosság változása | Lakosság változása | Lakosság változása | Lakosság változása |
| ------------------ | ------------------ | ------------------ | ------------------ | ------------------ | ------------------ | ------------------ | ------------------ | ------------------ | ------------------ | ------------------ | ------------------ | ------------------ | ------------------ | ------------------ | ------------------ |
| 1857               | 1869               | 1880               | 1890               | 1900               | 1910               | 1921               | 1931               | 1948               | 1953               | 1961               | 1971               | 1981               | 1991               | 2001               | 2011               |
| 108                | 113                | 147                | 169                | 177                | 179                | 185                | 203                | 217                | 204                | 169                | 150                | 141                | 88                 | 84                 | 91                 |

## Nevezetességei
18. századi temetőkápolnájának mára nyoma sem maradt.